# Europarlamentari della Finlandia della V legislatura
Gli europarlamentari della Finlandia della V legislatura, eletti in occasione delle elezioni europee del 1999, furono i seguenti.

## Composizione storica
| Europarlamentare           | Lista                                | Gruppo    |
| -------------------------- | ------------------------------------ | --------- |
| Heidi Hautala              | Lega Verde                           | Verdi/ALE |
| Ulpu Iivari                | Partito Socialdemocratico Finlandese | PSE       |
| Piia-Noora Kauppi          | Partito di Coalizione Nazionale      | PPE-DE    |
| Eija-Riitta Korhola        | Lega Cristiana Finlandese            | PPE-DE    |
| Marjo Matikainen-Kallström | Partito di Coalizione Nazionale      | PPE-DE    |
| Riitta Myller              | Partito Socialdemocratico Finlandese | PSE       |
| Reino Paasilinna           | Partito Socialdemocratico Finlandese | PSE       |
| Mikko Pesälä               | Partito di Centro Finlandese         | ELDR      |
| Samuli Pohjamo             | Partito di Centro Finlandese         | ELDR      |
| Esko Seppänen              | Alleanza di Sinistra                 | GUE/NGL   |
| Ilkka Suominen             | Partito di Coalizione Nazionale      | PPE-DE    |
| Astrid Thors               | Partito Popolare Svedese             | ELDR      |
| Ari Vatanen                | Partito di Coalizione Nazionale      | PPE-DE    |
| Paavo Väyrynen             | Partito di Centro Finlandese         | ELDR      |
| Kyösti Virrankoski         | Partito di Centro Finlandese         | ELDR      |
| Matti Wuori                | Lega Verde                           | Verdi/ALE |

## Modifiche intervenute

### Lega Verde
- In data 07.04.2003 a Heidi Hautala subentra Uma Aaltonen.